# Jesenje
Jesenje je opčina v Chorvatsku v Krapinsko-zagorské župě. Nachází se asi 8 km severozápadně od Krapiny. V roce 2011 žilo v opčině 1 560 obyvatel. Správním střediskem opčiny je vesnice Gornje Jesenje.
Do teritoriální reorganizace v roce 2010 bylo Jesenje součástí opčiny města Krapina.
Součástí opčiny je celkem pět trvale obydlených vesnic.
- Brdo Jesenjsko – 169 obyvatel
- Cerje Jesenjsko – 158 obyvatel
- Donje Jesenje – 359 obyvatel
- Gornje Jesenje – 749 obyvatel
- Lužani Zagorski – 125 obyvatel

Opčinou prochází státní silnice D74. Blízko protéká řeka Bednja.